# Frank Schneider (Mediziner)

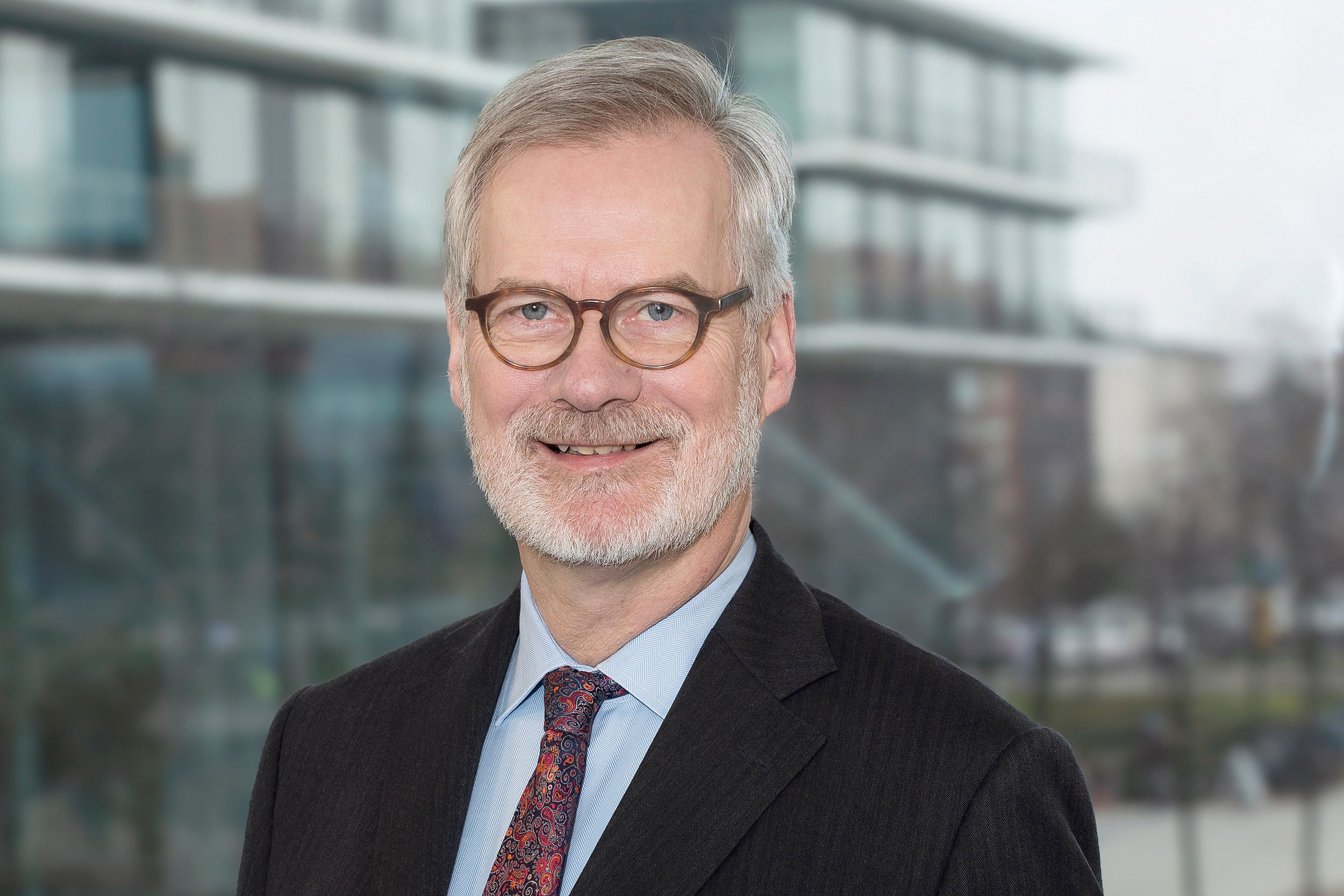
Frank Schneider, 2019

Frank Schneider (* 22. Januar 1958 in Wetzlar) ist ein deutscher Psychiater und Psychotherapeut, Autor und Krankenhausmanager. Er ist emeritierter Professor für Psychiatrie, Psychotherapie und Psychosomatik an der RWTH Aachen und war Direktor am Institut für Neurowissenschaften und Medizin am Forschungszentrum Jülich. Zuletzt war er Ärztlicher Direktor und Vorstandsvorsitzender des Universitätsklinikums Düsseldorf. Gegenwärtig ist er am Institut für Geschichte, Theorie und Ethik der Medizin der Heinrich-Heine-Universität Düsseldorf tätig. Schneider ist Aufsichtsratsvorsitzender des Krankenhauses Jülich.

## Leben
Schneider studierte als Stipendiat der Studienstiftung des deutschen Volkes von 1977 bis 1983 Psychologie und von 1980 bis 1986 Medizin an der Universität Gießen. Nach Tätigkeit in Tübingen von 1986 bis 1991 arbeitete Frank Schneider im Rahmen eines Forschungsaufenthaltes von 1991 bis 1993 an der University of Pennsylvania, zu der er weiterhin enge wissenschaftliche Kontakte unterhält, davon viele Jahre als Adjunct Professor of Psychiatry sowie als Sprecher des Internationalen Graduiertenkollegs 1328 der Deutschen Forschungsgemeinschaft. Er hat über 800 wissenschaftliche Arbeiten vorgelegt, darunter zahlreiche Fachbücher und Ratgeber.

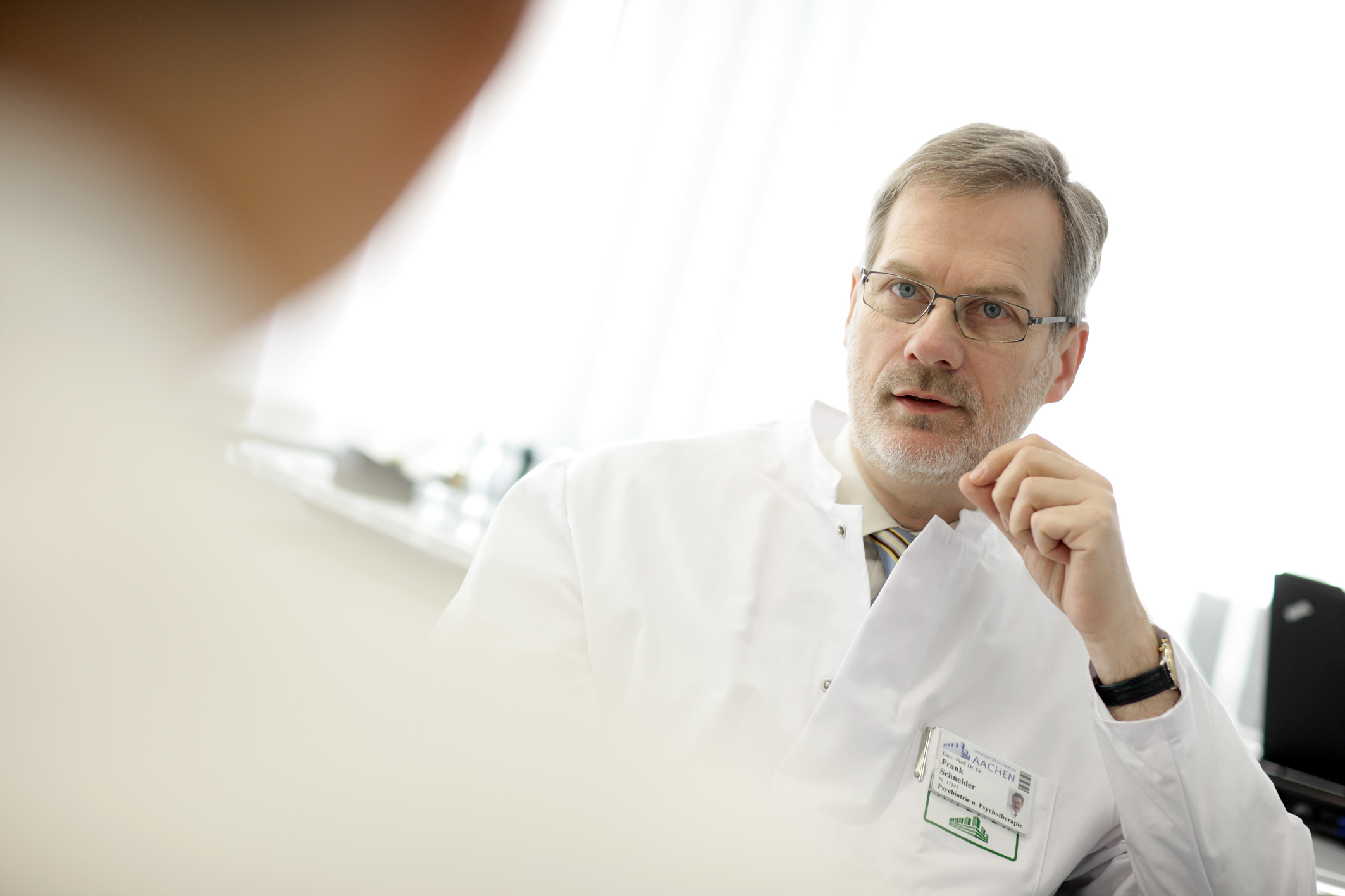
Frank Schneider, 2013

Nach einer Lehrstuhlvertretung für Klinische Psychologie 1995 an der Universität Tübingen erhielt Schneider 1996 einen Ruf an die Klinik für Psychiatrie und Psychotherapie der Universität Düsseldorf sowie als Landesmedizinaldirektor beim Landschaftsverband Rheinland (LVR). 2003 übernahm Schneider die Leitung der Kliniken für Psychiatrie und Psychotherapie sowie jener für Psychosomatik und Psychotherapeutische Medizin im Universitätsklinikum Aachen, die 2010 als Klinik für Psychiatrie, Psychotherapie und Psychosomatik zusammengeführt wurden. Rufe auf die Direktorate der Psychiatrischen Universitätskliniken Rostock und Frankfurt hat er abgelehnt. Von 2016 bis 2018 war er Geschäftsführender Direktor des neu gegründeten JARA-Institutes Brain structure function relationships: Decoding the human brain at systemic levels, gemeinsam etabliert vom Forschungszentrum Jülich und der RWTH Aachen. Er war 2011 bis 2018 Prodekan der Medizinischen Fakultät der RWTH Aachen. Auch war er Gründungsvorsitzender des Vereins der deutschen Lehrstuhlinhaber für Psychiatrie und Psychotherapie (LIPPs) sowie Vizepräsident der Deutschen Gesellschaft für Biologische Psychiatrie (DGBP).
Schneider war von 2009 bis 2010 Präsident der Deutschen Gesellschaft für Psychiatrie und Psychotherapie, Psychosomatik und Nervenheilkunde (DGPPN). Dort hat er die Aufarbeitung der Geschichte der deutschen Psychiatrie im Nationalsozialismus vorangetrieben, beispielsweise mit der Wanderausstellung Erfasst, verfolgt, vernichtet: Kranke und behinderte Menschen im Nationalsozialismus. Gegenwärtig (2024) ist er in der DGPPN der Vorsitzende des Beirats der früheren Präsidenten. Auch gründete er das DGPPN-Referat „Sportpsychiatrie und Sportpsychotherapie“. In der Robert-Enke-Stiftung ist er Mitglied des Kuratoriums. Er ist Schriftleiter der Fachzeitschrift Der Nervenarzt, des Mitgliederorgans der DGPPN.
Daneben war er Gründungsdirektor von JARA-BRAIN, einem Forschungsinstitut zur translationalen Hirnforschung, welches im Rahmen der Bewerbung der RWTH Aachen für die Exzellenzinitiative des Bundes und der Länder als Teil der Jülich Aachen Research Alliance (JARA) gefördert wird. Auch im Dachverband JARA, dem Zusammenschluss von RWTH Aachen und Forschungszentrum Jülich, war er ein Jahrzehnt Geschäftsführender Gründungsdirektor. Im Bundesministerium für Arbeit und Soziales war er im Ärztlichen Sachverständigenbeirat Versorgungsmedizin und bei dem Bundesinstitut für Arzneimittel und Medizinprodukte ist er im Wissenschaftlichen Beirat tätig. Bei der Gutachterkommission für ärztliche Behandlungsfehler in der Ärztekammer Nordrhein war er stellvertretendes geschäftsführendes Mitglied.
In den Jahren 2018 bis zu seiner Emeritierung 2024 war er Ärztlicher Direktor und Vorstandsvorsitzender des Universitätsklinikums Düsseldorf. In seine Amtszeit fiel die Bewältigung zahlreicher Krisen wie die Corona-Pandemie, Streiks um den Tarifvertrag Entlastung (TV-E) und ein Cyberangriff auf die Uniklinik.

## Auszeichnungen (Auswahl)

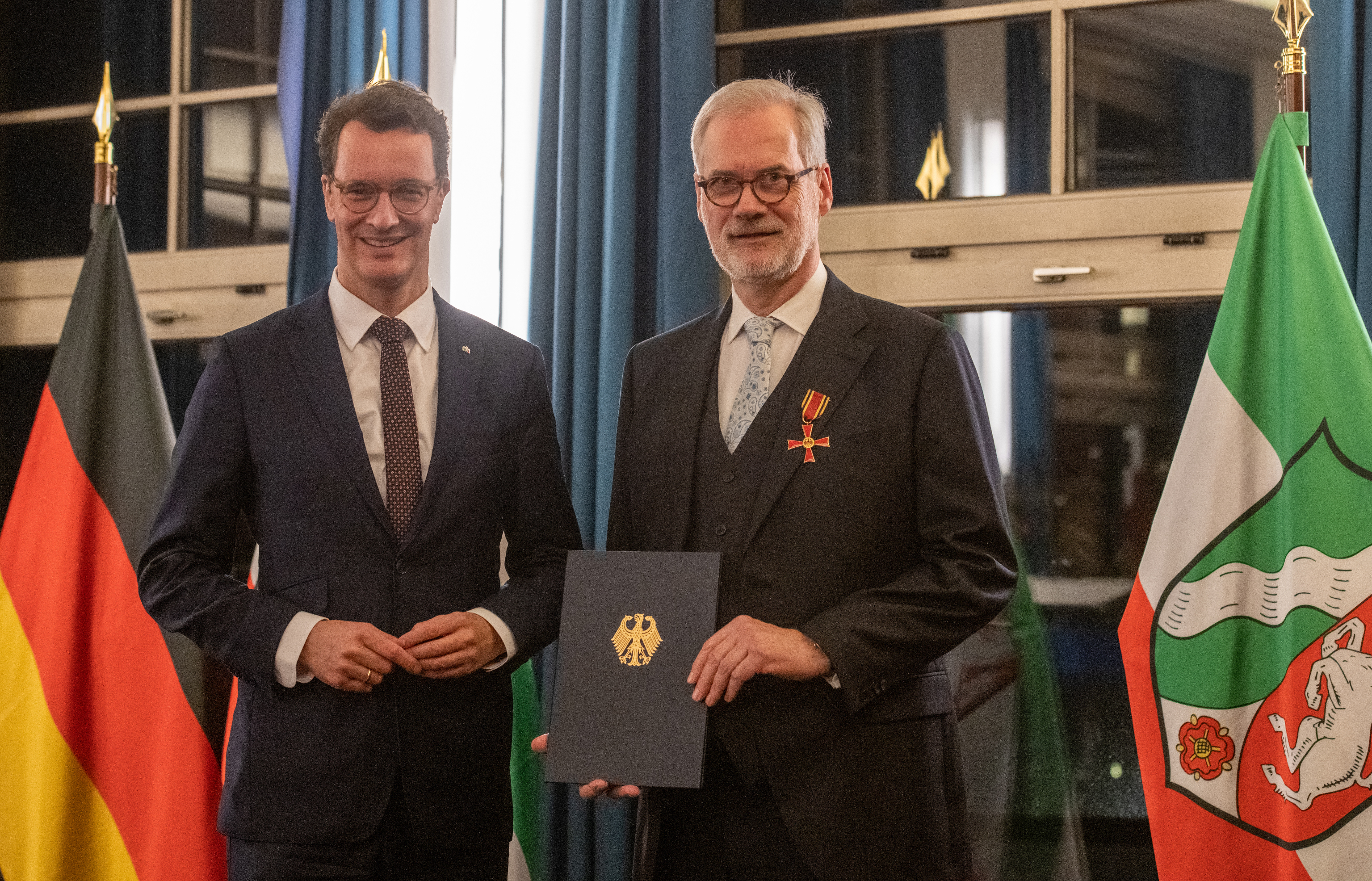
Frank Schneider zusammen mit NRW-Ministerpräsident Hendrik Wüst bei der Übergabe des Bundesverdienstkreuzes am Bande im November 2022

- 1990: Attempto-Preis für Neurowissenschaften, Universität Tübingen
- 1990: Forschungsförderpreis der DGPN-Duphar-Stiftung
- 1995: „Beste Vorlesung im Hauptstudium der Psychologie im Sommersemester 1995“, Interessenvertretung der Studierenden der Psychologie an der Universität Tübingen
- 1996: Hans-Roemer-Preis zur Förderung der klinischen Psychosomatik, Deutsches Kollegium für Psychosomatische Medizin
- 2005: Qualitätsförderpreis Gesundheit Baden-Württemberg (2. Preis), Ministerium für Arbeit und Soziales Baden-Württemberg
- 2008: Forschungspreis der Deutschen Gesellschaft für Soziale Psychiatrie
- 2013: Forschungspreis zur Rolle der Ärzteschaft in der Zeit des Nationalsozialismus, verliehen durch die Bundesärztekammer, das Bundesministerium für Gesundheit und die Kassenärztliche Bundesvereinigung, gemeinsam mit Sigrid Falkenstein
- 2015: International Fellow, American Psychiatric Association
- 2015: Gegen Vergessen – Für Demokratie[7]
- 2016: Karl-Jaspers-Gastprofessur, Universität Oldenburg[8]
- 2020: Ehrenmitgliedschaft Deutsche Gesellschaft für Psychiatrie und Psychotherapie, Psychosomatik und Nervenheilkunde
- 2021: Griesinger-Medaille der Berliner Gesellschaft für Psychiatrie und Neurologie[9]
- 2022: Bundesverdienstkreuz am Bande[10]

## Veröffentlichungen (Auswahl)
als Autor und Co-Autor
- Psychophysiologische Unspezifität schizophrener Erkrankungen. Fischer, Stuttgart u. a. 1992, ISBN 3-437-11463-8.
- mit Ute Habel: Psychosoziale Betreuung von Opferzeugen in Strafprozessen. Das Düsseldorfer Modell. Nomos, Baden-Baden 2000, ISBN 3-7890-6748-2.
- mit Helmut Frister, Dirk Olzen: Begutachtung psychischer Störungen. Springer Medizin, Heidelberg 2006, ISBN 3-540-20621-3 (5. Auflage. Springer, Berlin u. a. 2024, ISBN 978-3-662-69627-9).
- mit Michael von Cranach: In Memoriam. Erinnerung und Verantwortung. Ausstellungskatalog. Springer, Berlin u. a. 2010, ISBN 978-3-642-17398-1.
- mit Sabrina Weber-Papen: Psychiatrie, Psychosomatik und Psychotherapie … in 5 Tagen. Springer, Heidelberg 2010, ISBN 978-3-540-89049-2.
- mit Thomas Nesseler: Depressionen im Alter. Die verkannte Volkskrankheit. Hilfe für Betroffene und Angehörige. Diagnose, Therapie, Pflege. Herbig, München 2011, ISBN 978-3-7766-2662-9.
- mit Peter Falkai, Wolfgang Maier: Psychiatrie 2020. Perspektiven, Chancen, Herausforderungen. Springer, Berlin u. a. 2011, ISBN 978-3-642-19330-9 (2., vollständig überarbeitete und aktualisierte Auflage: Psychiatrie 2020 plus. Perspektiven, Chancen, Herausforderungen. Springer, Berlin 2012, ISBN 978-3-642-28221-8,  (PDF; 3,3 MB)).
- mit Sigrid Falkenstein: Annas Spuren. Ein Opfer der NS-„Euthanasie“. Herbig, München 2012, ISBN 978-3-7766-2693-3 (Kurzfassung in einfacher Sprache: Text in einfacher Sprache: Andreas Lindemann. Spaß am Lesen Verlag, Münster 2015, ISBN 978-3-944668-40-6).
- mit Sabrina Weber-Papen: Demenz. Der Ratgeber für Patienten und Angehörige. Verstehen, therapieren, begleiten. Herbig, München 2012, ISBN 978-3-7766-2688-9.
- Borderline. Der Ratgeber für Patienten und Angehörige. Verstehen, vorbeugen, helfen. Herbig, München 2013, ISBN 978-3-7766-2730-5.
- Depressionen im Sport. Der Ratgeber für Sportler, Trainer, Betreuer und Angehörige. Mit einem Geleitwort von Teresa Enke. Herbig, München 2013, ISBN 978-3-7766-2715-2.
- Das erschütterte Ich. Trauma verstehen und bewältigen. Droemer, München 2025, ISBN 978-3-426-56214-7.

als Herausgeber und Mitherausgeber
- mit Mathias Bartels, Klaus Foerster, Hans-Jörg Gaertner: Perspektiven der Psychiatrie. Forschung – Diagnostik – Therapie. Fischer, Stuttgart 1991, ISBN 3-437-11368-2.
- mit Helmut Frister: Alkohol und Schuldfähigkeit. Entscheidungshilfen für Ärzte und Juristen. Springer, Berlin u. a. 2002, ISBN 3-540-41924-1.
- Entwicklungen der Psychiatrie. Symposium anlässlich des 60. Geburtstages von Henning Sass. Springer, Heidelberg 2006, ISBN 3-540-30099-6.
- mit Gereon R. Fink: Funktionelle MRT in Psychiatrie und Neurologie. Springer, Heidelberg 2007, ISBN 978-3-540-20474-9 (2., überarbeitete und aktualisierte Auflage. Springer Medizin, Berlin u. a. 2013, ISBN 978-3-642-29799-1).
- Klinikmanual. Psychiatrie, Psychosomatik und Psychotherapie. Springer, Heidelberg 2008, ISBN 978-3-540-78466-1 (2., aktualisierte Auflage. ebenda 2016, ISBN 978-3-642-54570-2).
- mit Wilhelm Niebling: Psychische Erkrankungen in der Hausarztpraxis. Springer, Heidelberg 2008, ISBN 978-3-540-71144-5.
- Psychiatrie im Nationalsozialismus. Erinnerung und Verantwortung. = Psychiatry under National Socialism. Remembrance and Responsibility. Mit DVD. Springer, Berlin u. a. 2011, ISBN 978-3-642-20468-5.
- Facharztwissen Psychiatrie und Psychotherapie. Springer, Berlin 2012, ISBN 978-3-642-17191-8 (3. Auflage mit Isabella Schneider: Facharztwissen Psychiatrie, Psychosomatik und Psychotherapie. ebenda 2025, ISBN 978-3-662-70667-1).
- Gerhard Schmidt: Selektion in der Heilanstalt 1939–1945. Neuausgabe mit ergänzenden Texten. Springer, Berlin u. a. 2012, ISBN 978-3-642-25469-7.
- Irgendwie kommt es anders. Psychiater erzählen. Springer, Berlin u. a. 2012, ISBN 978-3-642-20382-4.
- Positionen der Psychiatrie. Springer, Berlin u. a. 2012, ISBN 978-3-642-25475-8.
- mit Matthias Bormuth: Psychiatrische Anthropologie. Zur Aktualität Hans Heimanns. Kohlhammer, Stuttgart 2013, ISBN 978-3-17-022486-5.
- mit Petra Lutz: erfasst, verfolgt, vernichtet. Kranke und behinderte Menschen im Nationalsozialismus. = registered, persecuted, annihilated. The Sick and the Disabled under National Socialism. Springer Medizin, Heidelberg 2014, ISBN 978-3-642-54027-1.
- mit Martin Härter, Susanne Schorr: Nationale VersorgungsLeitlinie. Unipolare Depression. 2. Auflage. Springer, Berlin 2017, ISBN 978-3-662-52905-8.
- erfasst, verfolgt, vernichtet. Kranke und behinderte Menschen im Nationalsozialismus. Die Dokumentation zur Ausstellung. Springer, Heidelberg 2019, ISBN 978-3-662-60371-0.